# Mitt Hus och Min Trädgård
Mitt Hem och Min Trädgård var ett livsstilsprogram på SVT som sändes 1968-1973 med Sören Engelbrektsson som programledare.